# Дюверже, Морис
Морис Дюверже (фр. Maurice Duverger; 5 июня 1917, Ангулем, департамент Шаранта — 17 декабря 2014, Париж) — французский учёный, государствовед, профессор политической социологии Парижского университета (с 1955), политический обозреватель газет «Монд», «Либерасьон» и «Нувель обсерватер», автор многочисленных книг по конституционному праву и политическим наукам. Получил известность благодаря вкладу в политологию и в особенности в классификацию партий и партийных систем.

## Биография
Окончил факультет права в Бордо. В молодости некоторое время был членом фашистской Французской народной партии, но к концу Второй мировой войны примкнул к Сопротивлению. В 1955—1985 годах преподавал в Париже. Во время «Холодной войны» принадлежал к числу учёных леволиберального направления; выступал против ремилитаризации ФРГ, колониальных войн и неофашизма.
29 марта 1968 года в газете «Le Monde» опубликовал статью под названием «Пражская весна», давшей название периоду реформ под руководством Александра Дубчека в Чехославакии.
Преподавал на факультете права университета в Бордо до 1955.
Руководил созданным им в 1948 году в Бордо Институтом политических исследований.
В 1955—1985 годах профессор Сорбонны. Также преподавал в университетах: Вены (1965), Тель-Авива (1979), Женевы (1983—1986) и Нью-Йорка (1986).
Привлекался в качестве консультанта ряда правительств по вопросам конституции.
Получил известность благодаря трудам в области политической науки. Работы характеризуют отход от юридического метода исследования политической организации общества, требование социологического подхода к политическим институтам и процессам. Основное внимание уделял социологии политических партий и политических режимов, общей теории политики, методам политической науки. Предложил подразделять современные партии на кадровые и массовые. Сформулировал «три социологических закона» взаимосвязи избирательных и партийных систем:
1. пропорциональная избирательная система обусловливает возникновение многопартийной системы, характеризующейся существованием автономных партий с жёсткой внутренней структурой;
2. абсолютная мажоритарная избирательная система порождает партийную систему, в которой партии занимают гибкие позиции и стремятся к взаимному компромиссу;
3. относительная мажоритарная избирательная система влияет на формирование двухпартийной системы.

С 1989 по 1994 год Морис Дюверже — член Европейского парламента, был избран в качестве независимого кандидата по списку Итальянской коммунистической партии, во время его депутатства ставшей Демократической партией левых сил.

## Почётный член академий
- Член Американской академии искусств и наук
- Член Академии наук Финляндии

## Награды
- Великий офицер ордена Почётного легиона
- Командор Национального ордена за заслуги
- Орден «Мадарский всадник» II степени (9 января 1995 года, Болгария)[10]

## Доктор Honoris causa
Морис Дюверже является доктором Honoris causa нескольких университетов, включая:
- Университет Сиены
- Университет Женевы
- Университет Нью-Джерси
- Миланский университет
- Барселонский университет
- Варшавский университет
- Софийский университет
- Университет в Праге
- Афинский университет

## Сочинения
- Maurice Duverger. Les constitutions de la France, Paris, 1943, 7 éd., Paris, 1961.
- Maurice Duverger. Les partis politiques, Paris, 1951, 5 éd., Paris, 1964.
- Maurice Duverger. Démain, la République…, Paris, [1958].
- Maurice Duverger. Les méthodes de la science politique, Paris, 1959.
- Maurice Duverger. Les régimes politiques, Paris, 1961.
- Maurice Duverger. De la dictature, Paris, [1961].
- Maurice Duverger. La Sixième République et le régime présidentiel, Paris, [1961].
- Maurice Duverger. Introduction à la politique, [Paris, 1964].
- Maurice Duverger. Les méthodes des sciences sociales, 3 éd., Paris, 1964.
- Maurice Duverger. Introduction in social sciences. — G. Allen & Unwin, 1964.
- Maurice Duverger. La démocratie sans le peuple, Paris, 1967.
- Maurice Duverger. La sociologie politique, Paris, 1966, 3 éd., Paris, 1968.

### На русском языке

#### Монографии
- Дюверже М. Политические партии / Пер. с франц. — М.: Академический проект, 2000. — 538 с. — (Серия «Концепции»). — ISBN 5-8291-0096-7.

#### Статьи
- Дюверже М. Партийная политика и группы давления. Сравнительное введение. Организация групп давления // Лоббист : журнал. — 2006. — № 0 (сигнальный выпуск). — С. 90—95. — ISSN 1992-1969.
- Дюверже М. Политические институты и конституционное право // Социология власти : журнал. — 2011. — № 5. — С. 206—217. — ISSN 2074-0492.